# Jekatierina Wietkowa
Jekatierina Władimirowna Wietkowa (ros. Екатерина Владимировна Веткова; ur. 1 sierpnia 1986 w Syzraniu), rosyjska piłkarka ręczna, reprezentantka kraju grająca na pozycji obrotowej. Mistrzyni Świata 2009 z Chin. Brązowa medalistka mistrzostw Europy 2008 z Macedonii.
Obecnie występuje w rumuńskim C.S. Oltchim Râmnicu Vâlcea.

## Sukcesy

### reprezentacyjne
- Mistrzostwa Świata:
  -  2009
- Mistrzostwa Europy:
  -  2008

### klubowe
- Mistrzostwa Rosji:
  -  2002, 2003, 2004, 2005, 2007
  -  2008, 2009, 2010
- Puchar Rosji:
  -  2009, 2010, 2011
- Mistrzostwa Rumunii:
  -  2012
- Puchar EHF:
  -  2007
- Liga Mistrzyń:
  -  2008, 2016